# Acalypha jamaicensis
Acalypha jamaicensis é uma espécie de flor do gênero Acalypha, pertencente à família Euphorbiaceae.